# Ansmark
Ansmark is een plaats in de gemeente Umeå in het landschap Västerbotten en de provincie Västerbottens län in Zweden. De plaats heeft 75 inwoners (2005) en een oppervlakte van 14 hectare. De directe omgeving van de plaats bestaat uit zowel landbouwgrond als bos. Langs Ansmark loopt de Europese weg 4 en de stad Umeå ligt ongeveer twintig kilometer ten noorden van het dorp.